# Фармінгтон Тауншип (округ Воррен, Пенсільванія)
Фармінгтон Тауншип (англ. Farmington Township) — селище (англ. township) в США, в окрузі Воррен штату Пенсільванія. Населення — 1281 особа (2020).

## Демографія
Згідно з переписом 2010 року, у селищі мешкало 1259 осіб у 484 домогосподарствах у складі 347 родин. Було 534 помешкання
Расовий склад населення:
| - 98,6 % — білих - 0,3 % — чорних або афроамериканців - 0,2 % — азіатів - 0,1 % — корінних американців |

До двох чи більше рас належало 0,6 %. Частка іспаномовних становила 1,0 % від усіх жителів.
За віковим діапазоном населення розподілялося таким чином: 26,1 % — особи молодші 18 років, 57,5 % — особи у віці 18—64 років, 16,4 % — особи у віці 65 років та старші. Медіана віку мешканця становила 43,2 року. На 100 осіб жіночої статі у селищі припадало 108,1 чоловіків;  на 100 жінок у віці від 18 років та старших — 106,0 чоловіків також старших 18 років.
Середній дохід на одне домашнє господарство  становив 61 834 долари США (медіана — 51 713), а середній дохід на одну сім'ю — 70 108 доларів (медіана — 64 808). Медіана доходів становила 40 313 долари для чоловіків та 31 910 доларів для жінок. За межею бідності перебувало 8,9 % осіб, у тому числі 14,7 % дітей у віці до 18 років та 10,3 % осіб у віці 65 років та старших.
Цивільне працевлаштоване населення становило 602 особи. Основні галузі зайнятості: виробництво — 23,3 %, освіта, охорона здоров'я та соціальна допомога — 17,4 %, роздрібна торгівля — 16,1 %.